# Tita Merello
Laura Ana Merello, més coneguda com a Tita Merello (Buenos Aires, 11 d'octubre de 1904 – Ib., 24 de desembre de 2002), va ser una actriu i cantant argentina de tango i milonga.
Nascuda en un convent de Sant Telmo, va iniciar la seva carrera artística en el teatre com a cantant. Va ser una de les primeres cantants de tango sorgides en la dècada de 1920 que van crear la modalitat vocal femenina en el rubro. Va adquirir popularitat principalment per les seves interpretacions de «Se dice de mí» i «La milonga y yo».
El seu debut en cinema va ser en el primer film sonor argentí, Tango!, al costat de Libertad Lamarque. Després de realitzar una sèrie de pel·lícules al llarg de la dècada de 1930, es va consagrar com a actriu dramàtica en La fuga (1937), dirigida per Luis Saslavsky. En parella amb Luis Sandrini, va abandonar parcialment la seva carrera per recolzar a la de l'actor i a mitjan anys 1940 tots dos es van establir a Mèxic, on Merello va filmar Cinco rostros de mujer, per la qual va obtenir el premi Ariel a la Millor Actriu de Repartiment. En tornar, va protagonitzar Don Juan Tenorio (1949) i Filomena Marturano (1950), que posteriorment va ser representada en teatre. L'apogeu de la seva carrera va ocórrer en els anys 1950, quan va encapçalar films com Los isleros (1951), Guacho (1954) i Mercado de abasto (1955). A més, va tenir rols destacats en Arrabalera (1950), Para vestir santos i El amor nunca muere (ambdues de 1955).
Després de la caiguda del peronisme, va haver d'exiliar-se a Mèxic davant la falta de treball i, a partir dels anys de 1960, de retorn a Argentina, la majoria dels seus treballs van ser dirigits pel seu amic Enrique Carreras. Va ser una assídua partícip del cicle televisiu Sábados circulares i la seva actuació en La Madre María (1974), dirigida per Lucas Demare, va ser molt elogiada pels crítics i li va proporcionar una renovada popularitat. Es va retirar el 1985 encara que va continuar realitzant aparicions públiques i brindant consells en ràdio i televisió. En 1990 va ser distingida com a «Ciutadana il·lustre de la Ciutat de Buenos Aires» per ser un «mite vivent de la iconografia portenya» i en 1991 va rebre el premi Podestá a la Trajectòria. Va morir als 98 anys en la Nit de Nadal de 2002, en la Fundació Favaloro.